# Campeonato Europeo de Gimnasia Rítmica de 2000

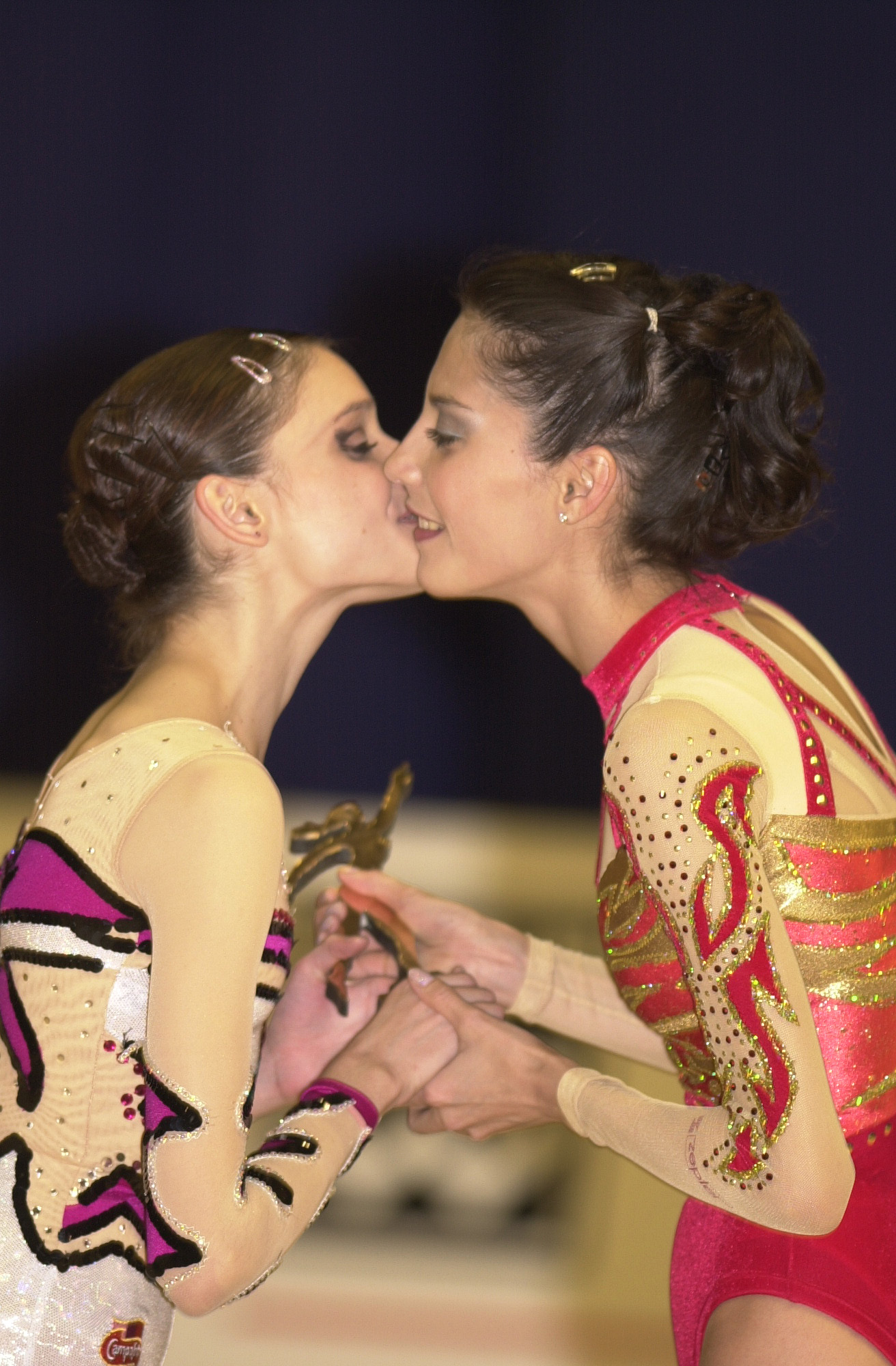
Esther Domínguez y Elena Vitrichenko en el Campeonato de Europa de Zaragoza 2000.

El XVI Campeonato Europeo de Gimnasia Rítmica se celebró en Zaragoza (España) entre el 1 y el 5 de junio de 2000 bajo la organización de la Unión Europea de Gimnasia (UEG) y la Federación Española de Gimnasia.
Las competiciones se llevaron a cabo en el Pabellón Príncipe Felipe de la ciudad aragonesa. 

## Polémica por las notas
Tras la ronda de calificación, la gimnasta ucraniana Elena Vitrichenko, que había finalizado en decimoséptima posición, decidió retirarse de la competición al considerarse perjudicada por las notas concedidas por un sector de jueces, entre las que se encontraban las de su propio país. Algunas semanas después, seis de las jueces fueron suspendidas y no pudieron ejercer su labor en los Juegos Olímpicos de Sídney al estimar que habían cometido irregularidades en el Campeonato de Europa de Zaragoza.

## Resultados
| Evento                        | Oro                                                          | Plata                                | Bronce                              |
| ----------------------------- | ------------------------------------------------------------ | ------------------------------------ | ----------------------------------- |
| Concurso completo individual  | Alina Kabaeva · Rusia · 39,983                               | Yulia Raskina · Bielorrusia · 39,983 | Yulia Barsukova · Rusia · 39,916    |
| Pelota                        | Alina Kabaeva · Rusia · Yulia Raskina · Bielorrusia · 10,000 |                                      | Yulia Barsukova · Rusia · 10,000    |
| Cuerda                        | Yulia Barsukova · Rusia · 9,983                              | Tamara Yerofeeva · Ucrania · 9,983   | Alina Kabaeva · Rusia · 9,966       |
| Cinta                         | Alina Kabaeva · Rusia · 10,000                               | Eva Serrano Francia 10,000           | Yulia Raskina · Bielorrusia · 9,966 |
| Aro                           | Alina Kabaeva · Rusia · Eva Serrano · Francia · 10,000       |                                      | Yulia Barsukova · Rusia · 10,000    |
| Concurso completo por equipos | Rusia · 79,949                                               | Bielorrusia · 79,666                 | Alemania · 79,515                   |